# Miracolo a mezzanotte
Miracolo a mezzanotte è un film per la televisione statunitense prodotto nel 1998 e diretto da Ken Cameron. 